# Otto Knott
Otto Karl Knott (ur. 5 czerwca 1910 w Gottswalde, zm.?) – zbrodniarz hitlerowski, sanitariusz SS w obozie koncentracyjnym Stutthof oraz SS-Unterscharführer.

## Życiorys
Po przeszkoleniu w obozach w Oranienburgu i Majdanku został skierowany do Stutthofu, gdzie pełnił służbę w latach 1942–1944 jako sanitariusz SS. Jego głównym obowiązkiem było dokonywanie selekcji i wrzucanie Cyklonu B do komór gazowych, w których mordowano Żydów. Oprócz tego zabijał więźniów śmiertelnymi zastrzykami i brał udział w egzekucjach przez rozstrzelanie.
Po zakończeniu wojny Knott dwukrotnie stanął przed sądami zachodnioniemieckimi jako oskarżony o zbrodnie popełnione w Stutthofie. W latach 1955–1957 zasiadł na ławie oskarżonych wraz z komendantem obozu Paulem Wernerem Hoppe przed Sądem w Bochum. 5 stycznia 1957 Knott skazany został na 3 lata i 3 miesiące więzienia. Kolejny jego proces odbył się w Tybindze w 1964 a na ławie oskarżonych zasiedli również Otto Haupt i Bernard Lüdtke. Oskarżonym postawiono zarzuty udziału w zamordowaniu setek Żydów, jeńców radzieckich i członków polskiego podziemia. Knott jako jedyny z oskarżonych został uniewinniony.  